# Martina Müller (calciatrice)
Martina Müller (Kassel, 18 aprile 1980) è un'ex calciatrice tedesca, di ruolo attaccante.
Prima del ritiro giocò in Frauen-Bundesliga con le squadre del FSV Francoforte, Bad Neuenahr e Wolfsburg, e per un decennio nella nazionale tedesca

## Palmarès

### Club
- Campionato tedesco: 2

Wolfsburg : 2012-2013, 2013-2014
- Coppa di Germania: 1

Wolfsburg : 2012-2013, 2014-2015
- UEFA Women's Champions League: 2

Wolfsburg : 2012-2013, 2013-2014

### Nazionale
- Campionato mondiale femminile di calcio: 2

2003, 2007
- Campionato europeo femminile di calcio: 2

2001, 2009
- Medaglia di bronzo olimpica: 1
- 2004

### Individuale
- Calciatrice tedesca dell'anno: 1

2013